# Коко де Мал
Сузана Станковић позната под уметничким именом Коко де Мал (енг. Coco de Mal) (Нови Сад, 19. октобар 1992) српска је порнографска глумица.
У порно филмовима је наступала и под псеудонимима Barbara, Slimny Cash, Sakira и многим другим. 
Снимала је са познатим порно глумцем Роко Сифреди и глумицама Чери Кис, Алекса Вајлд,Тина Блејд и друге. Снима у Србији и иностранству.